# سوفیا ورگارا
سوفیا مارگاریتا ورگارا ورگارا (انگلیسی: Sofía Margarita Vergara Vergara؛ زاده ۱۰ ژوئیهٔ ۱۹۷۲) بازیگر و شخصیت تلویزیونی اهل کلمبیا و آمریکا است. او در اواخر دههٔ ۱۹۹۰ با میزبانی مشترک دو نمایش تلویزیونی برای شبکهٔ تلویزیونی اسپانیایی‌زبان یونیویزیون به شهرت رسید. او سپس در فیلم‌های چهار برادر (۲۰۰۵) و مدیا به زندان می‌رود (۲۰۰۹) ایفای نقش کرد.
ورگارا در سال‌های ۲۰۱۲، ۲۰۱۳، ۲۰۱۶ و ۲۰۱۷ پردرآمدترین بازیگر زن تلویزیون آمریکا بود. او از سال ۲۰۰۹ تا ۲۰۲۰، نقشی را در مجموعهٔ کمدی خانواده امروزی ایفا کرد که برای آن چهار بار نامزد جوایز گلدن گلوب و امی ساعات پربیننده شد. او از سال ۲۰۲۰ یکی از داوران نمایش استعدادیابی تلویزیونی آمریکاز گات تلنت است.

## آغاز زندگی
ورگارا در خانواده ای کاتولیک رومی در بارانکیا به دنیا آمد. مادرش، مارگاریتا ورگارا د ورگارا، خانه‌دار بود و پدرش، خولیو انریکه ورگارا روبایو، یک دامدار برای صنعت گوشت بود. وی توسط پنج خواهر و برادر و بسیاری از پسر عموهایش «توتی» لقب گرفت. ورگارا در ابتدا به مدت سه سال در دانشگاه ملی کلمبیا دندانپزشکی خواند، اما او دو ترم را برای تکمیل مدرک خود ترک کرد تا فرصت‌های خود را در مدل‌شدن و تجارت نشان دهد.
در سال ۱۹۹۸، برادر بزرگتر او رافائل طی یک آدم‌ربایی به قتل رسید. ورگارا که نمی‌خواست گرفتار ناآرامی‌های منجر به قتل شود، به ایالات متحده مهاجرت کرد و در میامی، فلوریدا اقامت گزید. پسر عموی و خواهر خوانده او، ساندرا، همچنین یک بازیگر تلویزیون در ایالات متحده است.

## زندگی شخصی
- سوفیا در سن ۱۸ سالگی با هم مدرسه ای خود در دبیرستان ازدواج کرد که حاصل آن ازدواج فرزندی بود که در سال ۱۹۹۱ به دنیا آمد.

وی و همسرش در سال ۱۹۹۳ از هم جدا شدند.
- در سال ۲۰۰۰ سوفیا به بیماری سرطان تیرویید مبتلا شد که مجبور به برداشتن غده تیرویید خود شد و تحت درمان ایزوتراپی قرار گرفت و توانست سلامت کامل خود را بازیابد.
- در سال ۲۰۱۵ مجله فوربز درآمد سالیانه وی را بالغ بر ۲۸ میلیون دلار اعلام کرد.

در سپتامبر ۲۰۱۶ همین مجله سوفیا را پردرآمدترین بازیگر تلویزیونی نامید که درآمد سالانه‌ای بیش از ۴۳میلیون دلار داشته است.

## زندگی حرفه‌ای

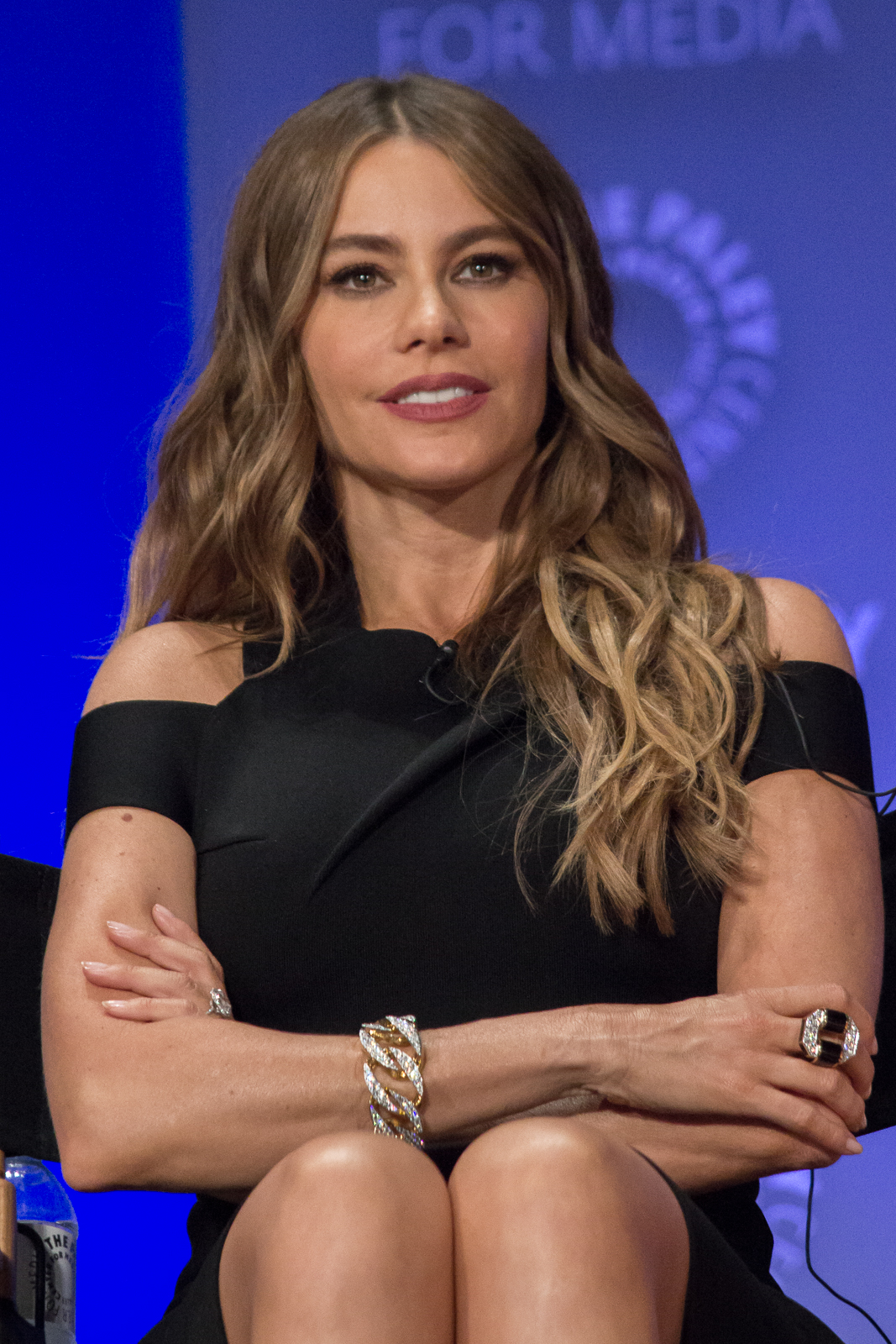
ورگارا در PaleyFest 2015 برای نمایش "خانواده مدرن"

ورگارا توسط یک عکاس هنگام قدم زدن در ساحل کلمبیا کشف شد و به سرعت پیشنهادهای کارهای مدل‌شدن و تلویزیونی به او ارائه شد. او «از انجام اولین آگهی تلویزیونی خود نگران بود - تا زمانی که معلمان مدرسه کاتولیک وی اجازه شخصی خود را برای انجام این کار را به او دادند.»
وی سپس تحصیلات خود را در مدرسه بازیگری کارگاه‌های خلاق آغاز کرد، جایی که گلوریا استیفان نیز در آنجا آموزش دید.
در سال ۲۰۱۱، ورگارا قرار بود در فیلم The Paperboy، درامی مستقل به کارگردانی لی دانیلز بازی کند. وقتی فیلم‌برداری به مدت یک هفته به تعویق افتاد و با برنامه فیلم‌برداری او برای فصل سوم خانواده مدرن مغایرت داشت، او تحصیل را کنار گذاشت.
در ژوئیه ۲۰۱۱، او فیلمبرداری فیلم The Three Stooges (برادران فارلی) را که اولین نقش اصلی او در یک فیلم مهم بود، به پایان رساند. او گفت، «من نقش یک زن پست را بازی می‌کنم که سعی می‌کند سه Stooges را دست بکشد تا شوهرش را بکشد تا همه پول را بدست آورد.»
در آوریل ۲۰۱۲، او در سری وب یوتیوب پسرش مانولو Vida con Toty ظاهر شد. ورگارا با درآمد ۱۹ میلیون دلار برای ۱۲ ماه گذشته در لیست منتشر شده توسط Forbes.com در ۱۸ ژوئیه ۲۰۱۲، پردرآمدترین زن در تلویزیون ایالات متحده بود. ورگارا به عنوان یکی از «۵۰ زیباترین فرد» مجله People انتخاب شد و توسط هالیوود ریپورتر و بیلبورد به عنوان یکی از بانفوذترین زنان لاتین در هالیوود نامگذاری شد.
ورگارا در ۷ مه ۲۰۱۵ در پیاده‌روی مشاهیر هالیوود ستاره‌ای دریافت کرد.
در ژوئن ۲۰۱۶، کمپین حقوق بشر ویدیویی را به احترام به قربانیان تیراندازی در کلوپ شبانه اورلاندو منتشر کرد. در این ویدئو، ورگارا و دیگران داستان افرادی را که در آنجا کشته شده‌اند، بیان کردند.
او در سریال خانواده مدرن در نقش گلوریا دلگادو-پریشتت بازی کرد، که برای آن نامزد جایزه امی ساعات پربیننده برای بازیگر نقش مکمل زن برجسته در یک سریال کمدی برای سال‌های ۲۰۱۰، ۲۰۱۱، ۲۰۱۲ و ۲۰۱۳ شد.
در فوریه سال ۲۰۲۰، اعلام شد که ورگارا با شروع فصل پانزدهم آمریکاز گات تلنت، داور این نمایش خواهد بود.

## فیلم‌شناسی

### فیلم
- تعقیب پاپی (۲۰۰۳)
- چهار برادر (۲۰۰۵)
- کباب‌شده (۲۰۰۶)
- مدیا به زندان می‌رود (۲۰۰۹)
- شب سال نو (۲۰۱۱)
- خوش قدم ۲ (۲۰۱۱)
- اسمورف‌ها (۲۰۱۱)
- سه کله‌پوک (۲۰۱۲)
- ساتردی نایت لایو (۲۰۱۲)
- اسمورف‌ها ۲ (۲۰۱۳)
- فرار از سیاره زمین (۲۰۱۳)
- ماچته می‌کشد (۲۰۱۳)
- ژیگولوی رو به زوال (۲۰۱۳)
- آشپز (۲۰۱۴)
- وایلد کارد (۲۰۱۵)
- تعقیب آتشین (۲۰۱۵)
- فیلم شکلک (۲۰۱۷)
- مغز زنانه (۲۰۱۷)
- خم شده (۲۰۱۸)
- من نفرت‌انگیز ۴ (۲۰۲۴)

### مجموعه تلویزیونی
- بی‌واچ (۱۹۹۹)
- دارودسته (۲۰۰۷)
- خانواده امروزی (۲۰۰۹ و ۲۰۲۰)
- کلیولند شو (۲۰۱۳)
- مرد خانواده (۲۰۱۳ و ۲۰۱۷)
- زنان قاتل (۲۰۱۴)
- سیمپسون‌ها (۲۰۱۶)
- گریسلدا (۲۰۲۴)

### تئاتر
- تئاتر شیکاگو در نقش ماترون (ماما) مورتون (۲۰۰۹)

## افتخارات و جوایز
- دومین زن زیبای سال ۲۰۱۲ به انتخاب مجله پیپل[۳۱]
- سوفیا ورگارا به عنوان یکی از زیباترین زنان جهان در لیست جهانی BWC ثبت شده است.[۳۲][۳۳]
- بیست‌وهفتمین زن زیبای سال ۲۰۱۳ به انتخاب سایت hollywood buzz[۳۴]